# R.T.I. Producciones

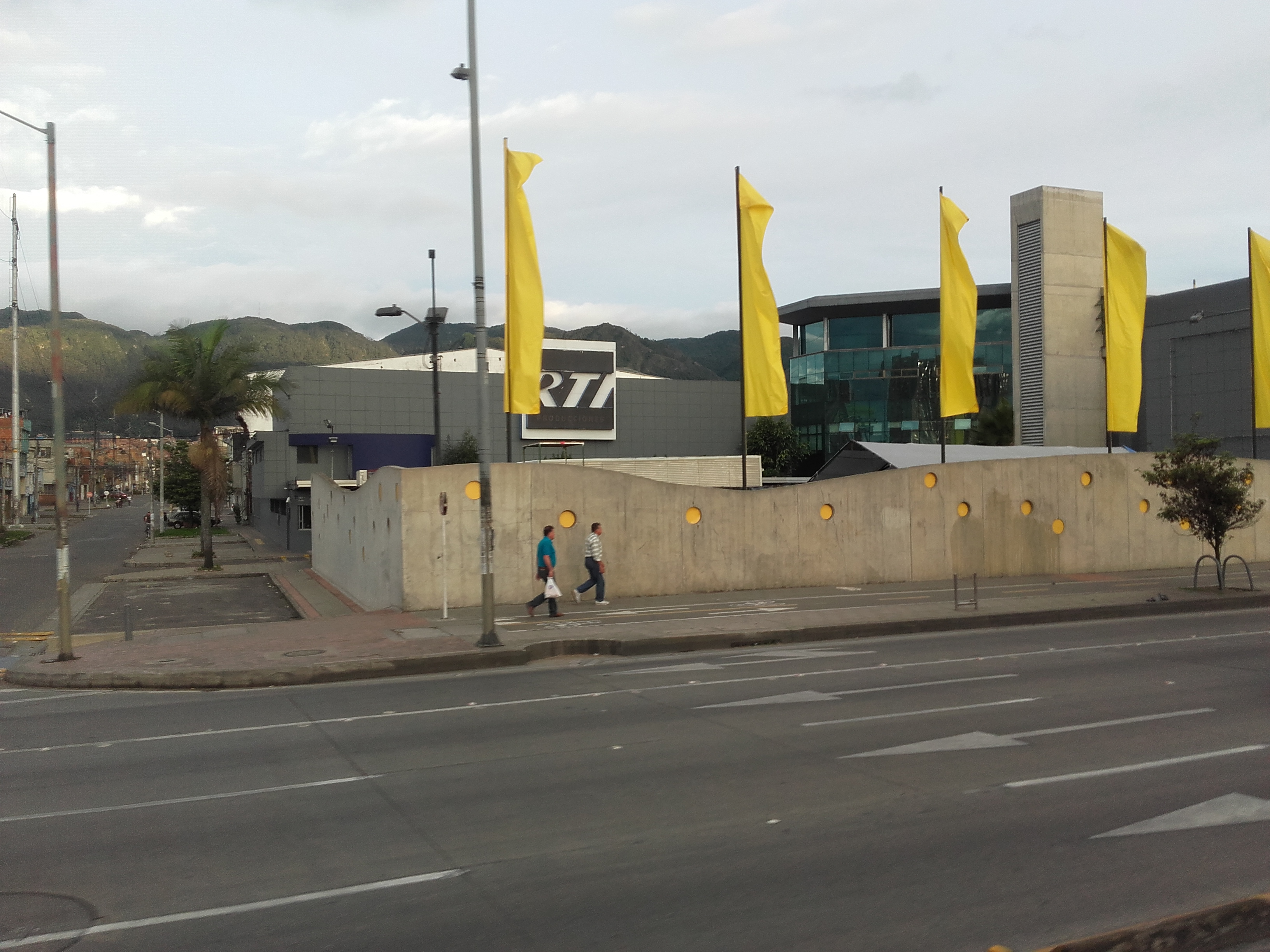

RTI Colombia, également connu sous le nom de Radio Televisión Interamericana est une entreprise de production colombienne de télévision et aussi un ancien programmateur. Elle a diffusé 14,5 heures par semaine de programmation en 1993. Dans les années 1990, en tant que programmateur, elle a été membre de OTI Colombia, une coalition qui comprenait Producciones PUNCH, Producciones JES, RCN Television, Caracol Televisión et Datos y Mensajes.
Beaucoup de ses séries sont co-produites avec Telemundo aux États-Unis. En Colombie, RTI collabore avec Caracol TV et Citytv Bogotá. RTI a eu quelques espaces de programmation sur la propriété de l'etát Canal Uno jusqu'en 2008, quand il leur est retourné afin de soumissionner avec Météo et Planet Group pour la troisième licence nationale privée du canal.
À partir de 2007, le studio Telemundo-RTI à Miami est connu comme Telemundo Television Studios.
Actuellement, RTI, avec CM&, NTC et Hemisphere Media Group, fait partie de Plural Comunicaciones, l'actuel programmeur de Canal Uno.

## Telenovelas RTI
| Titre                                 | Année de production | Pays de production          | Sociétés de production                                                              | Nombre d'épisodes | Dates de diffusions                 |
| ------------------------------------- | ------------------- | --------------------------- | ----------------------------------------------------------------------------------- | ----------------- | ----------------------------------- |
| La esquina del diablo                 | 2015                | Colombie Mexique États-Unis | RTI Producciones Televisa Univision Communications                                  | 70                | 13 janvier - 26 avril 2015          |
| El Chivo                              | 2014                | Colombie Mexique États-Unis | RTI Producciones Televisa Univision Communications                                  | 70                | 23 septembre - 31 décembre 2014     |
| ¿Quién mató a Patricia Soler?         | 2014                | Colombie États-Unis         | R.T.I. Producciones MundoFox RCN TV                                                 | 101               | 9 février - 30 juillet 2015         |
| La viuda negra                        | 2014                | Colombie Mexique États-Unis | R.T.I. Producciones Caracol TV Televisa Univision Communications                    | 144               | 23 février 2014 - 22 mai 2016       |
| La virgen de la calle                 | 2013-2014           | Colombie Venezuela Mexiqueo | R.T.I. Producciones et RCTV Studios Televisa                                        | 120               | 3 mars - 29 août 2014               |
| La Madame                             | 2013                | Colombie Mexique États-Unis | R.T.I. Producciones Sierralta Entertainment Group Televisa Univision Communications | 37                | 26 août - 31 octobre 2013           |
| Tres caínes                           | 2013                | Colombie                    | R.T.I. Producciones RCN TV                                                          | 80                | 4 mars - 18 juin 2013               |
| Las bandidas                          | 2013                | Colombie Venezuela Mexique  | R.T.I. Producciones RCTV Televisa                                                   | 120               | 3 avril - 3 septembre 2013          |
| ¿Quién eres tú?                       | 2012-2013           | Colombie Mexique États-Unis | R.T.I. Producciones Televisa Univision Communications                               | 120               | 12 novembre 2012 - 6 mai 2013       |
| Flor salvaje                          | 2011-2012           | Colombie États-Unis         | R.T.I. Producciones Telemundo Studios                                               | 150               | 2 août 2011 - 2 mars 2012           |
| Los herederos del Monte               | 2011                | Colombie États-Unis         | R.T.I. Producciones Telemundo Studios                                               | 128               | 10 janvier - 15 juillet 2011        |
| La Reina del sur                      | 2011                | Colombie États-Unis Espagne | R.T.I. Producciones Telemundo Studios Antena 3                                      | 63                | 28 février - 30 mai 2011            |
| Ojo por ojo                           | 2010-2011           | Colombie États-Unis         | R.T.I. Producciones Telemundo Studios                                               | 98                | 14 décembre 2010 - 3 mai 2011       |
| Le Clone                              | 2010                | Colombie États-Unis Brésil  | R.T.I. Producciones Telemundo Studios Rede Globo                                    | 184               | 15 février - 29 octobre 2010        |
| La Diosa Coronada                     | 2010                | Colombie États-Unis         | R.T.I. Producciones Caracol TV Telemundo Studios                                    | 31                | 26 juillet - 7 septembre 2010       |
| Bella calamidades                     | 2009-2010           | Colombie États-Unis         | R.T.I. Producciones Caracol TV Telemundo Studios                                    | 140               | 16 septembre 2013 - 3 janvier 2014  |
| Los victorinos                        | 2009-2010           | Colombie États-Unis         | R.T.I. Producciones Telemundo Studios                                               | 153               | 23 juin 2009 - 5 février 2010       |
| Niños Ricos, Pobres Padres            | 2009                | Colombie États-Unis         | R.T.I. Producciones Telemundo Studios                                               | 131               | 7 juillet 2009 - 8 janvier 2010     |
| Sin senos no hay paraíso              | 2008-2009           | Colombie États-Unis         | R.T.I. Producciones Telemundo Studios                                               | 238               | 16 juin 2008 - 22 juin 2009         |
| Doña Bárbara                          | 2008-2009           | Colombie États-Unis         | R.T.I. Producciones Telemundo Studios Sony Pictures Television                      | 191               | 4 août 2008 - 22 mai 2009           |
| Victoria                              | 2007-2008           | Colombie États-Unis         | R.T.I. Producciones Telemundo Studios                                               | 171               | 4 décembre 2007 - 1er août 2008     |
| La traición                           | 2008                | Colombie États-Unis         | R.T.I. Producciones Telemundo Studios                                               | 106               | 29 janvier - 27 juin 2008           |
| Madre Luna                            | 2007                | Colombie États-Unis         | R.T.I. Producciones Telemundo Studios                                               | 141               | 2 juillet 2007 - 28 janvier 2008    |
| Sin vergüenza                         | 2007                | Colombie États-Unis         | R.T.I. Producciones Telemundo Studios                                               | 86                | 16 avril - 21 août 2007             |
| El Zorro, la espada y la rosa         | 2007                | Colombie États-Unis         | R.T.I. Producciones Telemundo Studios Sony Pictures Television Zorro Producciones   | 117               | 12 février - 23 juillet 2007        |
| Amores de mercado                     | 2006                | Colombie États-Unis         | R.T.I. Producciones Telemundo Studios                                               | 123               | 14 juin 2006 - 12 janvier 2007      |
| La tormenta                           | 2005-2006           | Colombie États-Unis         | R.T.I. Producciones Telemundo Studios                                               | 216               | 19 septembre 2005 - 24 juillet 2006 |
| La mujer en el espejo                 | 2004-2005           | Colombie États-Unis         | R.T.I. Producciones Telemundo Studios                                               | 151               | 23 décembre 2004 - 15 juillet 2005  |
| Te voy a enseñar a querer             | 2004-2005           | Colombie États-Unis         | R.T.I. Producciones Telemundo Studios                                               | 129               | 31 août 2004 - 14 mars 2005         |
| Pasión de gavilanes                   | 2003-2004           | Colombie États-Unis         | R.T.I. Producciones Caracol TV Telemundo Studios                                    | 188               | 21 octobre 2003 - 14 septembre 2004 |
| Ángel de la Guarda, Mi Dulce Compañía | 2003-2004           | Colombie États-Unis         | R.T.I. Producciones Caracol TV Telemundo Studios                                    | 122               | 15 septembre 2003 - 23 juillet 2004 |
| Sofía dame tiempo                     | 2003                | Colombie États-Unis         | R.T.I. Producciones Caracol TV Telemundo Studios                                    | 130               | 3 mars - 7 octobre 2003             |
| La venganza                           | 2002-2003           | Colombie États-Unis         | R.T.I. Producciones Caracol TV Telemundo Studios                                    | 127               | 4 novembre 2002 - 16 mai 2003       |
| Luzbel está de visita                 | 2001                | Colombie États-Unis         | R.T.I. Producciones Caracol TV Telemundo Studios                                    | 104               | 16 août 2001 - 27 juin 2002         |
| Amantes del desierto                  | 2001                | Colombie États-Unis         | R.T.I. Producciones Caracol TV Telemundo Studios                                    | 121               | 19 mars - 4 septembre 2001          |
| Rauzán                                | 2000                | Colombie                    | R.T.I. Producciones Caracol TV                                                      | 100               | 2000                                |
| La Caponera                           | 1999-2000           | Colombie                    | R.T.I. Producciones Caracol TV                                                      | 100               | 1999 - 2000                         |
| Divorciada                            | 1999                | Colombie                    | R.T.I. Producciones                                                                 |                   | 1999                                |
| La sombra del arco iris               | 1998                | Colombie                    | R.T.I. Producciones                                                                 | 63                | 1998                                |
| Yo amo a Paquita Gallego              | 1997-1999           | Colombie                    | R.T.I. Producciones Caracol TV                                                      | 298 / 149         | 22 décembre 1997 - 12 février 1999  |
| La mujer en el espejo                 | 1997                | Colombie                    | R.T.I. Producciones Caracol TV                                                      |                   | 1997                                |
| Dos mujeres                           | 1997-1998           | Colombie                    | R.T.I. Producciones                                                                 | 200 / 102         | 10 mars - 19 décembre 1997          |
| La viuda de blanco                    | 1996-1997           | Colombie                    | R.T.I. Producciones                                                                 | 290 / 145         | 1996 - 1997                         |
| Clase aparte                          | 1995                | Colombie                    | R.T.I. Producciones                                                                 | 51                | 1995                                |
| María Bonita                          | 1995-1996           | Colombie                    | R.T.I. Producciones                                                                 | 190 / 95          | 3 avril 1995 - 1996                 |
| Las águas mansas                      | 1994-1995           | Colombie                    | R.T.I. Producciones                                                                 | 250 / 125         | 1994 - 31 mars 1995                 |
| Detrás de un ángel                    | 1993                | Colombie                    | R.T.I. Producciones                                                                 | 58                | 1er mai 1993 - 1993                 |
| Dulce ave negra                       | 1993-1994           | Colombie                    | R.T.I. Producciones                                                                 |                   | 1993 - 1994                         |
| En cuerpo ajeno                       | 1992-1993           | Colombie                    | R.T.I. Producciones                                                                 | 244 / 122         | 2 janvier 1992 - 25 février 1993    |
| Ana de negro                          | 1991-1992           | Colombie                    | R.T.I. Producciones                                                                 | 108               | 1991 - 1992                         |
| Castigo divino                        | 1990-1991           | Colombie                    | R.T.I. Producciones                                                                 | 108               | 1990 - 1991                         |

## Séries RTI
- Fuego verde (1996-1998)
- Los pecados de Ines de Hinojosa (1987–1988)
- Los Cuervos (1984–1986)
- Cuando quiero llorar no lloro (Los victorinos, 1991)
- El segundo enemigo (1988)
- Don Chinche (1982-1989)
- Zarabanda (1989)
- Yo y tú (1965-1977) (1981-1986)

## Variétés
- Super sábado (2000)
- La bella y la bestia (1997–1998)
- Quiere Cacao (1996–2001)
- Quac! El noticero (1995–1997)
- Fantástico (1993)
- Miss Mundo Colombia (1992–)
- TV Turismo (1988-1991)
- El programa del millón (1986–1990)
- Enviado especial (1976–1996)

### Sources
- (en) Cet article est partiellement ou en totalité issu de l’article de Wikipédia en anglais intitulé « Anexo:RTI Producciones » (voir la liste des auteurs).